# Cápsula espacial
|                             |  |                            |
| Diagrama da capsula Mercury |  | Diagrama da capsula Vostok |

Uma cápsula espacial é normalmente a seção principal de uma espaçonave tripulada que possui uma forma simples, sem "asas" ou outros apêndices para criar sustentação durante a reentrada na atmosfera. 

## Histórico de utilização
Cápsulas espaciais tem sido usadas em todos os programas espaciais tripulados desde as primeiras missões tripuladas até os dias de hoje, incluindo várias "gerações" delas que vieram evoluindo ao longo dos anos:

### Primeira geração
- Cápsula Mercury[1]
- Cápsula Vostok[2]

### Segunda geração
- Cápsula Gemini[3]
- Cápsula Voskhod
- Cápsula Shuguang

### Terceira geração
- Cápsula Apollo[4]
- Cápsula Soyuz[5]
- Cápsula Shenzhou[6]

### Próximos planos
Rússia
- Orel

Estados Unidos
- Cápsula Orion
- CST-100 Starliner
- Dragon V2

Índia
- Cápsula OV

### Cápsulas não tripuladas
- Corona
- FSW
- Fóton
- Raduga
- Progress
- Yantar
- OREX, Hyflex
- SRE
- ARD

### Cápsulas projetadas como tripuladas mas usadas sem tripulação
- Zond L1
- LOK
- TKS